# Pedro Sanches
Pedro Sanches, O. Cristo (Lisboa, cerca de 1607 - 30 de novembro de 1671) foi um frade da Ordem de Cristo e prelado português da Igreja Católica, bispo de Angola e Congo.

## Biografia
Nascido em Lisboa, em cerca de 1607, entrou para a Ordem de Cristo em 1638. Estudou teologia na Universidade de Coimbra.
Era lente no Convento de Tomar quando foi nomeado bispo de Angola e Congo e obteve a dispensa da Ordem em 12 de dezembro de 1668, sendo confirmado pela Santa Sé em 22 de junho de 1671 sendo nesse mesmo dia expedida a bula do Papa Clemente X. Foi consagrado em outubro de 1671, mas um mês depois, veio a falecer, em 30 de novembro. Foi sepultado na Igreja de Nossa Senhora da Luz de Carnide.